# Domènec Michiel
Domènec Michiel va ser el 35è dux de Venècia. Va regnar del 1117 al 1130.

## Biografia
L'agost de 1122 Domènec Michiel va dirigir una flota veneciana de 100 vaixells i uns 15.000 homes per a la campanya a Terra Santa. La flota navegava sota la bandera de Sant Pere, que el Papa havia enviat a Michiel. Durant l'hivern, la flota va assetjar l'illa romana d'Orient de Corfú. El setge es va cancel·lar a la primavera quan va arribar la notícia que el rei Balduí II de Jerusalem havia estat capturat pels artúquides i que el Regne de Jerusalem havia estat posteriorment envaït pels fatimites d'Egipte. La flota veneciana es va dirigir a la defensa de Jerusalem i va derrotar la flota egípcia davant de la costa de Síria. Els venecians van desembarcar llavors a Acre; d'allà Michiel va anar a Jerusalem, on es va signar el Pactum Warmundi que atorgava a Venècia concessions comercials privilegiades, llibertats fiscals i fins i tot la propietat parcial d'algunes ciutats del Regne de Jerusalem.
En el viatge de tornada a Venècia, la flota va saquejar Rodes, va atacar les illes Samos i Lesbos i va destruir la ciutat de Modon al Peloponès. Domènec Michiel va tornar triomfant a Venècia el juny de 1125. Havia ajudat els cristians de Terra Santa i debilitat els grecs hostils. La inscripció a la tomba de Michiel no el descriu com un croat religiós, sinó com un terror Graecorum... et laus Venetorum ("Un horror per als grecs... i elogis dels venecians"). La seva dogaressa era Alícia.